# (7796) Járacimrman
(7796) Járacimrman, désignation internationale (7796) Jaracimrman, est un astéroïde de la ceinture principale.

## Description
(7796) Jaracimrman est un astéroïde de la ceinture principale. Il fut découvert le 16 janvier 1996 à l'Observatoire Kleť par Zdeněk Moravec. Il présente une orbite caractérisée par un demi-grand axe de 2,67 UA, une excentricité de 0,14 et une inclinaison de 12,8° par rapport à l'écliptique.

## Compléments